# Bunko

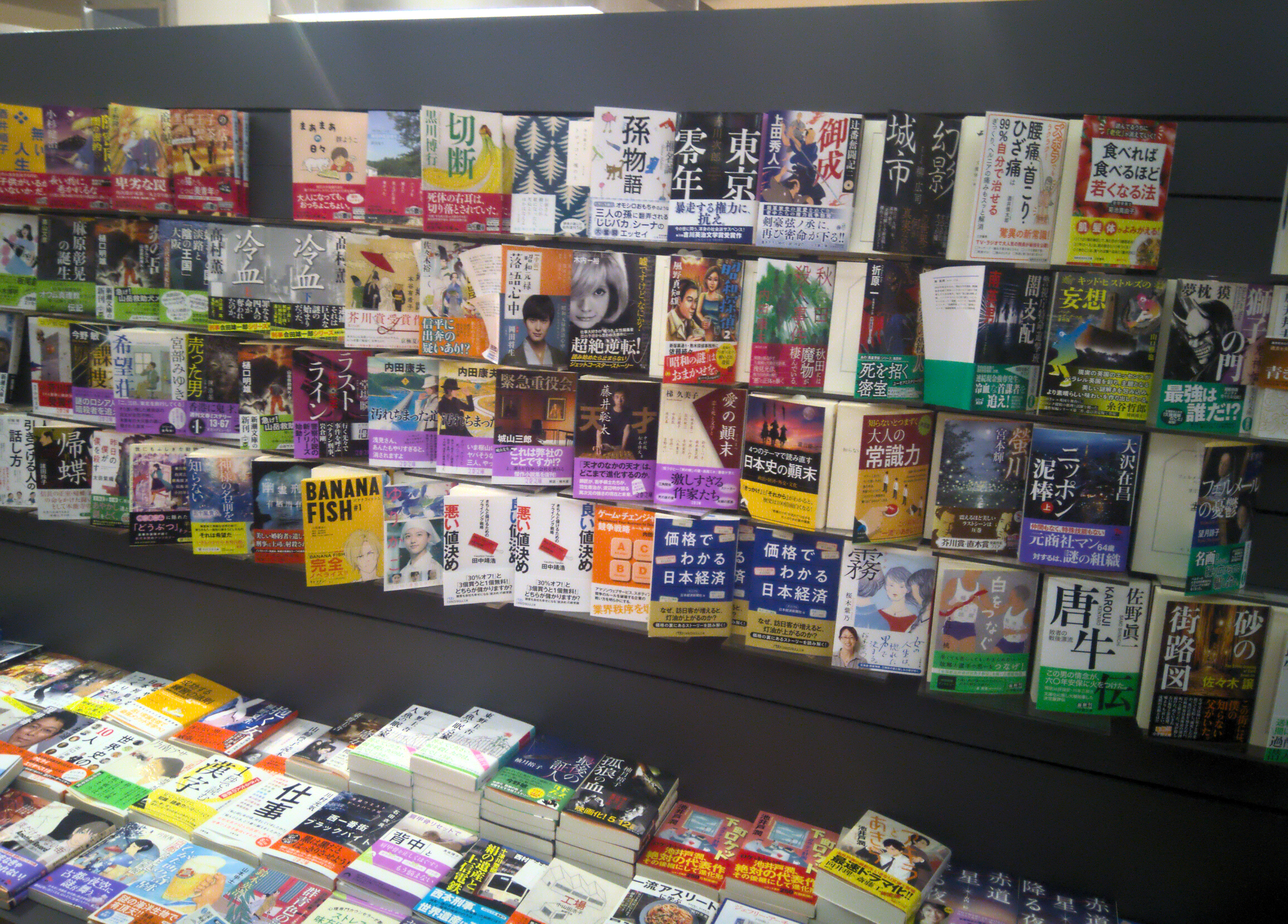
Assortiment de bunko dans une librairie

Au Japon, le format bunko (文庫) ou bunkobon désigne une publication de petit format épais conçue pour obtenir un prix réduit. La taille typique est A6 et la couverture est souple. C'est une sorte d'équivalent des éditions de poche en France qui permettent à moindre coût la lecture d'ouvrages.
Le bunko est souvent utilisé pour la publication (ou la re-publication) de manga. En France, les éditeurs de manga peuvent également éditer des séries parues en bunko au Japon, un bon moyen de faire découvrir des séries à succès, telle que Black Jack d'Osamu Tezuka chez Asuka, ou Urusei Yatsura de Rumiko Takahashi chez Glénat.